# Zlarin
Zlarin er en ø i Adriaterhavet ud for kysten av Kroatien. Den ligger ud for byen Šibenik og administrativt tilhører den distriktet Šibenik-Knin . Øen har et areal på 8,19 km² og en kystlinje på 18,7 km. Dette gør den til den tredje største af øerne i skærgården ud for Šibenik. Det højeste punkt på øen kaldes Klepac og er 169 meter over havet.
Den største bebyggelse på øen er landsbyen Zlarin som ligger i en bugt på vestsiden af øen. Zlarin har 300 fastboende, men om sommeren mangedobles indbyggertallet. De indre dele af øen er ubeboede og skovklædte. Blant træerne som vokser her findes figentre og cypres. Biltrafik er ikke tilladt på øen.
Zlarin er kendt for sine røde koraller. Hver sommer holdes en festival til ære for koraldykkerne, med lokale folkedragter og folkedans. Den lokale sejlklub arrangerer tre regattaer hvert år.
- Monument for sømænd
- Leroj
- Udsigt over Zlarin fra Zablaće